# Juno (film)
Juno – amerykańska komedia obyczajowa z 2007 roku w reżyserii Jasona Reitmana, z oryginalnym scenariuszem pióra Diablo Cody, nagrodzonym Oscarem.
Zdjęcia kręcono w Kolumbii Brytyjskiej.

## Opis fabuły
Akcja filmu rozgrywa się na przedmieściach typowego amerykańskiego miasteczka. Główną bohaterką jest szesnastoletnia Juno, która zachodzi w ciążę z kolegą ze szkoły, Pauliem Bleekerem. Z początku decyduje się nikogo o tym nie informować i poddać się aborcji, która z rozwojem filmu ją przerasta, dlatego też przed Juno staje poważna życiowa decyzja. Postanawia nie usuwać ciąży i z pomocą przyjaciółki Leah podejmuje próby poszukiwawcze przyszłych rodziców zastępczych. Poszukiwania nie trwają długo, gdyż tego samego dnia Juno i Leah znajdują na łamach gazety parę, która okazuje się rodziną rodem z wysokobudżetowych filmów, pragnącą dziecka. Podczas długich dziewięciu miesięcy w życiu Juno wiele się wydarzy. Losy przyszłej rodziny adopcyjnej jej dziecka ulegną wielkim zmianom, podobnie zresztą jak jej uczucia do Pauliego.

## Obsada
- Elliot Page – jako Juno MacGuff
- Michael Cera – jako Paulie Bleeker
- Jennifer Garner – jako Vanessa Loring
- Jason Bateman – jako Mark Loring
- Allison Janney – jako Bren MacGuff
- J.K. Simmons – jako Mac MacGuff
- Olivia Thirlby – jako Leah
- Eileen Pedde – jako Gerta Rauss
- Rainn Wilson – jako Rollo
- Darla Vandenbossche – jako Carol Bleeker
- Daniel Clark – jako Steve Rendazo